# Hofbrunnen (Zürich)

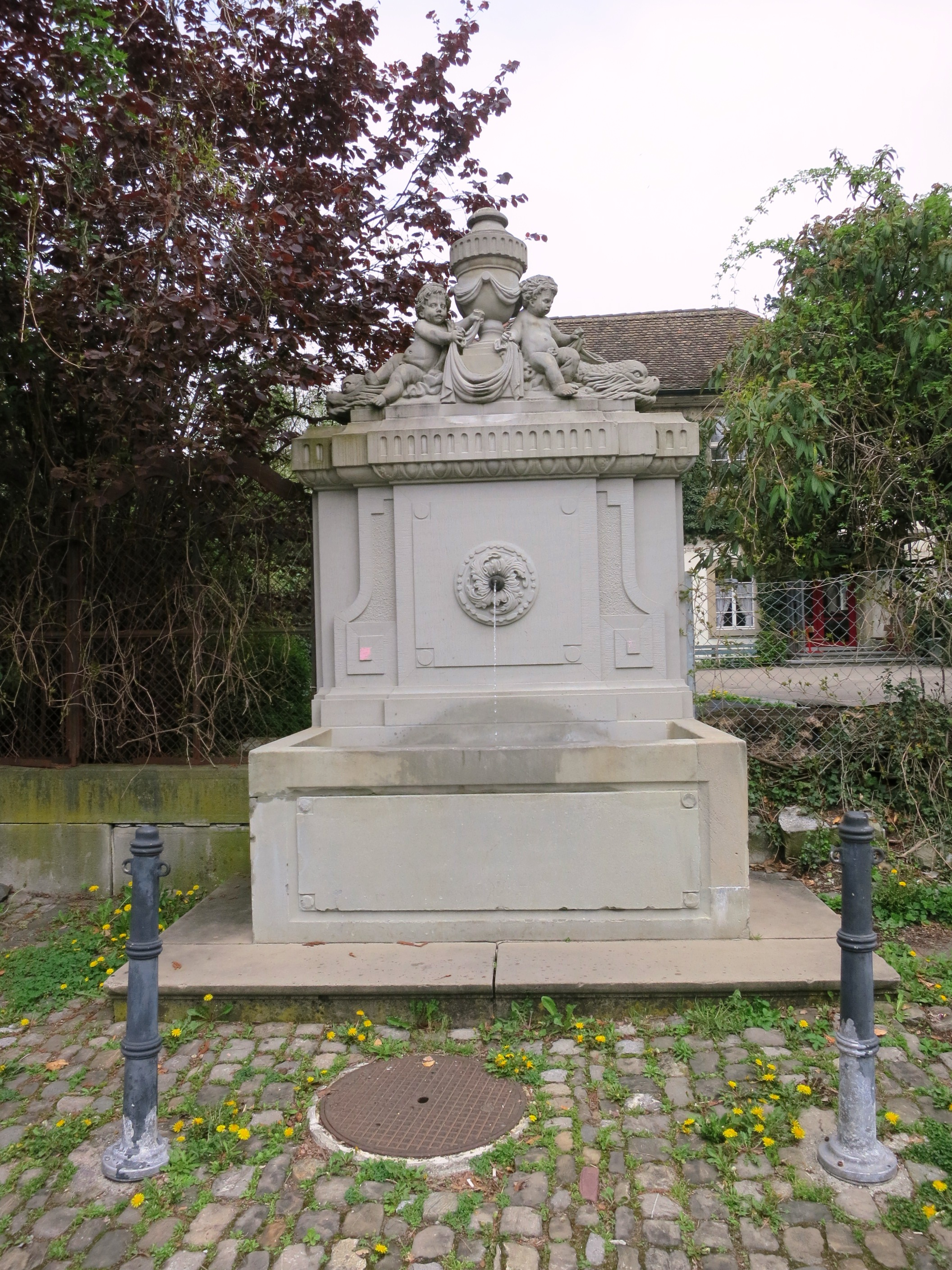
Der Hofbrunnen

Der Hofbrunnen beim Zürcher Beckenhof ist ein Brunnen aus der Zeit um 1790. Im Brunnenguide der Stadt Zürich trägt er die Nummer 587. Der Brunnen führte bis 2002 Trinkwasser, seitdem Quellwasser.

## Geschichte und Beschreibung
1763 wurde das ursprüngliche Landgut Beckenhof von Hauptmann Rudolf Hess gekauft und umgestaltet. Etwa 1790 kam der Hofbrunnen hinzu. Welcher Bildhauer diesen Brunnen gestaltet hat, ist nicht mehr bekannt. Es handelt sich um einen Wand- oder Fassadenbrunnen nach französischem Muster, wie sie in der Schweiz von Patrizierfamilien in Basel und Zürich als Dekorationsmonumente genutzt wurden, sonst aber eher unüblich waren.
Der Hofbrunnen ist im Stil des Frühklassizismus gehalten. Er stand einst vor dem Rokokogitter der Fasanerie, die später als Hühnerhof genutzt wurde. Der Park, der sich einst bis zur Wasserwerkstrasse erstreckte, endet inzwischen direkt hinter dem Brunnen: Das Parkgitter, das ihn begrenzt, wurde 1858 beim Bau der Stampfenbachstrasse errichtet. Die Zu- und Ableitungen des Brunnens wurden 1995 saniert, nachdem bereits 1994 diverse Modellierarbeiten am Hofbrunnen ausgeführt worden waren. 2008 musste die Figurengruppe – zwei Putten auf Fischen, die ein Gefäss flankieren – nach einem Unfall durch den Bildhauer und Restaurator Gregor Frehner restauriert werden. Die Rückwand der Anlage wurde damals erneuert.